# Steinreihe von Barnes Lower
Die Südwest-Nordost orientierte Steinreihe von Barnes Lower liegt auf einem Hügel zwischen den Seen Lough Salt und Lough Greenan im Townland Barnes Lower (irisch An Bearnas Íochtarach) nördlich von Termon im County Donegal in Irland. Sie ist eine von etwa 40 Steinreihen in Irland. 
Der größte Stein ist etwa 1,2 m hoch, 0,7 m breit, 0,25 m dick und steht im Südwesten. Der mittlere spitze Stein steht 1,3 m entfernt und ist etwa 0,9 m hoch, 0,5 m breit und 0,25 m dick. Der kleinste Stein steht 1,25 m entfernt. Er ist etwa 0,6 m hoch 0,4 m breit und 0,15 m dick. Der Boden um den Stein herum wurde augedraben um ihn besser sichtbar zu machen. 
Der größte Stein hat Cup-and-Ring-Markierungen und breite, flache Rillen auf der Südostseite. Der mittlere hat auf der Nordwestseite Schälchen und ein Kreuz, ein Relikt aus der Zeit der Penal Laws, als der Stein als Mass Rock verwendet wurde.